# 個人首張專輯 (林宇中專輯)
《個人首張專輯》（英文：1st）是馬來西亞歌手林宇中個人首張錄音室專輯，於2005年12月30日正式發行，一共收錄10首創作歌曲。
其中首波主打的《靠岸》是大家廣為人知的歌曲，還被評為一千首歌曲中，耐聽的歌曲之一，也憑這歌曲得到娛協獎-最佳年度k歌獎-銅獎
憑此張專輯在台灣得到《金曲獎-最佳新人獎》和在馬來西亞《娛協獎最佳年度新人獎-金獎》

## 曲目
| 曲序     | 曲目       |               | 作曲     | 编曲                 | 备注         | 时长  |
| -------- | ---------- | ------------- | -------- | -------------------- | ------------ | ----- |
| 1.       | 靠岸       | 林秋離 張麗念 | 李志清   | 吳慶隆               | 首波主打     | 3:36  |
| 2.       | 不打烊的店 | 林宇中        | 林宇中   | 呂紹淳               |              | 3:36  |
| 3.       | 工体北     | 林秋離        | 林宇中   | 蔡政勳 陳柏庭        | 第五主打     | 3:36  |
| 4.       | 再見       | 李志清 林秋離 | 林宇中   | 吳慶隆               | 第三主打     | 3:52  |
| 5.       | 落腳       | 林宇中        | 林宇中   | 陳磊                 |              | 4:20  |
| 6.       | 燦爛部屋   | 伍家輝        | 伍家輝   | 任中強 蔡政勳 陳柏庭 |              | 3:14  |
| 7.       | 尋找       | 林怡鳳        | 李志清   | 周國儀               | 第四主打     | 4:29  |
| 8.       | 我不是他   | 林宇中        | 林宇中   | 黃中岳               |              | 3:53  |
| 9.       | 失戀學     | 林宇中        | 林宇中   | 吳慶隆               | 第二主打     | 3:18  |
| 10.      | 葉枯過     | 林宇中        | 林宇中   | 吳劍泓               | 原唱為陶晶瑩 | 3:08  |
| 总时长： | 总时长：   | 总时长：      | 总时长： | 总时长：             | 总时长：     | 37:02 |

## 相關獲獎
- 2006　馬來西亞娛協獎「金獎-年度最佳新人」
- 2006　第七屆音樂風雲榜〈工体北〉 - 最佳編曲獎
- 2006　北京流行音樂典禮〈工体北〉 - 年度金曲
- 2006　馬來西亞娛協獎（本地組）〈失戀學〉 - 十大原創歌曲獎
- 2006　馬來西亞娛協獎（國際組）〈靠岸〉 - 十大原創歌曲獎
- 2006　馬來西亞娛協獎，最受歡迎 K 歌獎〈靠岸〉 - 銅獎
- 2006　音樂之聲中國TOP排行榜〈靠岸〉 - 年度金曲
- 2006　音樂之聲中國TOP排行榜「港臺最佳創作新人獎」
- 2006　台灣第17屆金曲獎-最佳流行音樂演唱新人獎
- 2009　MACP 頒獎典禮「國內最高播放率華語歌曲獎」：《靠岸》